# Gymnogryllus borneensis
Gymnogryllus borneensis är en insektsart som beskrevs av Ichikawa 1996. Gymnogryllus borneensis ingår i släktet Gymnogryllus och familjen syrsor. Inga underarter finns listade i Catalogue of Life.